# Lucas Bénéteau
Lucas Bénéteau, né le 15 mars 2002 à Tours, est un coureur cycliste français.

## Biographie

### Débuts chez les amateurs
Lucas Bénéteau pratique le cyclisme depuis l'âge de cinq ans et demi,. Il prend sa première licence à l'US Saint-Pierre-des-Corps, où il évolue durant de nombreuses saisons. 
En 2018, il devient champion régional du Centre-Val de Loire dans la catégorie des cadets (moins de 17 ans). Deux ans plus tard, il se classe quatrième du Tour du Gévaudan Occitanie Juniors (moins de 19 ans). Il intègre ensuite le SCO Dijon-Materiel-velo.com en 2021. Sous ses nouvelles couleurs, il remporte le championnat de Bourgogne-Franche-Comté chez les espoirs (moins de 23 ans). 
En 2023, il délaisse temporairement ses études pour se consacrer pleinement à la compétition. Décrit comme un puncheur-grimpeur, il se distingue au niveau amateur en obtenant diverses places d'honneur. Il termine également sixième de Paris-Troyes, une course inscrite au calendrier de l'UCI. Au mois d'aout, il devient stagiaire au sein de l'équipe continentale Saint Michel-Mavic-Auber 93. Son stage concluant lui permet de signer un premier contrat professionnel avec la formation francilienne pour la prochaine saison,.

### Carrière professionnelle
Lucas Bénéteau connait une année 2024 difficile. Victime d'une chute sur le Cholet Agglo Tour, il subit une fracture de la clavicule. Il est ensuite contraint de mettre un terme à sa saison dès le mois d'août, en raison d'une inflammation au niveau du périnée. Finalement rétabli, il retrouve de bonnes sensations en février 2025 en terminant quatorzième du Tour de la Provence, ou encore dix-huitième de la Classic Var. Le mois suivant, il monte sur le podium du Tour des 100 Communes, une course UCI de classe 2.

## Palmarès
- 2022
  - Champion de Bourgogne-Franche-Comté espoirs
- 2023
  - 2e du Grand Prix d'Onjon
  - 2e du Tour du Pays Saint-Pourcinois
  - 2e du Tour de la Charente Limousine
- 2025
  - 3e du Tour des 100 Communes